# Amadeja Pavlović
Marija Amadeja (Karolina) Pavlović (Petrovaradin, 28. siječnja 1895. – Rijeka, 26. studenoga 1971.) bila je hrvatska katolička redovnica i učiteljica.

## Životopis

### Djetinjstvo i školovanje
Rođena je kao Karolina u uglednoj i pobožnoj petrovaradinskoj građanskoj obitelji Alojzija Pavlovića i France rođ. Ambrišak. Imala je trojicu braće i dvije sestre. Nakon završetka trgovačke škole zaposlila se u Zemunu, a k sebi je uzela i jednoga od braće i brinula se za njegovo školovanje. U Zemunu je stupila u Marijinu kongregaciju i poučavala je njihov podmladak. Na misu je išla u bolničku kapelicu Milosrdnih sestara sv. Vinka tamo je u njoj niklo redovničko zvanje. Osjećala se pozvanom u zatvoreni samostan, ali obitelj joj je savjetovala neka stupi u neki od karitativnih redova. Godine 1922., nakon što je brat za kojeg je skrbila završio gimnaziju, stupila je u đakovački samostan Milosrdnih sestara Sv. Križa. U samostanu je završila učiteljsku školu, a kasnije i visoku pedagošku školu u Zagrebu.

### Redovnički život
Nakon položenih zavjeta radila je u đakovačkoj osnovnoj i građanskoj školi. Kao učiteljica bila je savjesna, a s osobitom ljubavlju zauzimala se za siromašniju djecu. Godine 1937. izabrana je za provincijalnu savjetnicu, a 1940. godine postala je prefekta. Provincijalna poglavarica bila je od 1943. do 1955. godine, u vrijeme teških ratnih i poratnih godina.
U ratnim danima štitila je židovsku djevojčicu Zdenku Bienenstock. Njena obitelj bila je smaknuta u koncentracijskom logoru, a nju je iz Osijeka, u lipnju 1941. godine, u Đakovo doveo svećenik Alfred Hölender i predao ju je majci M. Amadeji na skrb. Unatoč opasnosti za sestre i vlastiti život, ona ju je do svibnja 1945. godine skrivala u samostanu pod tuđim imenom i pomagala joj.
U poraću se odupirala komunističkoj vlasti koja je redovnicama pokušavala oduzeti što više posjeda i zabraniti im nošenje redovničkoga odijela za vrijeme njihovog rada u javnim službama. Štitila je sestre od pritisaka i maltretiranja komunističkih službenika, te razvila prijateljsku suradnju sa zagrebačkim nadbiskupom Alojzijem Stepincem i s pravoslavnim biskupom Barnabom Nastićem. Po isteku službe provincijalne poglavarice bila je kućna poglavarica na Sušaku (1955. – 1959.) i odgojiteljica redovničkoga podmladka u Zagrebu (1959. – 1966.). Nakon toga povukla se u provincijalnu kuću u Đakovu, gdje je provela posljednje godine života. Preminula je iznenada 26. siječnja 1971. godine na Sušaku, a sahranjena je u grobnici provincijalnih poglavarica u Đakovu.
Majka Amadeja ostala je upamćena kao uzorna i sveta redovnica, kojoj se neki i danas u molitvama obraćaju za zagovor. 

## Nagrade i priznanja
Zdenka Bienenstock 2008. pokrenula je postupak postumne dodjele naslova Pravednice među narodima. Odličje joj je posmrtno dodijeljeno 23. ožujka 2009.

## Spomen
- Godine 2010. u đakovačkom samostanu otvoren je dnevni boravak za starije osobe nazvan »Centar Amadea«.
- Dana 5. rujna 2021., u crkvi sv. Roka u Petrovaradinu postavljena joj je spomen-ploča[1]
- Amadea (2021.), mjuzikl Daria Balekića (libreto i glazba) i Arete Ćurković (režija)[2]
- Prigodom 50. godišnjice smrti Katolički bogoslovni fakultet u Đakovu i Milosrdne sestre Sv. Križa održan je znanstveni simpozij o njezinu životu i djelu.[3]